# Anterhynchium coracinum
Anterhynchium coracinum är en stekelart som beskrevs av Vecht 1963. Anterhynchium coracinum ingår i släktet Anterhynchium och familjen Eumenidae. Inga underarter finns listade i Catalogue of Life.